# Sid Haig
Sid Haig, nato Sidney Eddy Mosesian (Fresno, 14 luglio 1939 – Los Angeles, 21 settembre 2019), è stato un attore statunitense.
Negli anni '70 recitò in Coffy (1973) e Foxy Brown (1974), diretti da Jack Hill. Il suo ruolo più noto fu quello del capitano Spaulding in La casa dei 1000 corpi (2003) e nei seguiti, diretti da Rob Zombie.

## Biografia
Attore caratterista in voga negli anni settanta, allorché partecipò a numerosi film divenuti di culto, come Coffy (1973) e Foxy Brown (1974), solitamente nel ruolo di tirapiedi del villain di turno. La sua carriera, negli anni ottanta, proseguì con alcune partecipazioni televisive in telefilm di successo di quell'epoca, come ad esempio Cuore e batticuore e Fantasilandia.
Nel 1997 il regista Quentin Tarantino lo volle in Jackie Brown, nel ruolo del giudice. È forse proprio in questo film che la stella dell'heavy metal Rob Zombie lo notò e lo scelse per il ruolo del Capitano Spaulding (nome ispirato al personaggio che interpreta Groucho Marx in Animal Crackers), nel dittico La casa dei 1000 corpi (2003) e La casa del diavolo (2005). Rob Zombie non si dimenticò di lui, come del resto degli altri protagonisti nella duologia, quando fu chiamato a dirigere Halloween - The Beginning (2007), e gli assegnò una piccola parte anche in questo suo terzo lungometraggio.

## Filmografia

### Cinema
- Blood Bath, regia di Jack Hill e Stephanie Rothman (1966)
- Spider Baby (Spider Baby or, The Maddest Story Ever Told), regia di Jack Hill (1967)
- Senza un attimo di tregua (Point Blank), regia di John Boorman (1967)
- I contrabbandieri del cielo (The Hell with Heroes), regia di Joseph Sargent (1968)
- Che!, regia di Richard Fleischer (1969)
- Quattro sporchi bastardi (C.C. & Company), regia di Seymour Robbie (1970)
- Sesso in gabbia (The Big Doll House), regia di Jack Hill (1971)
- L'uomo che fuggì dal futuro (THX 1138), regia di George Lucas (1971)
- Agente 007 - Una cascata di diamanti (Diamonds Are Forever), regia di Guy Hamilton (1971)
- Donne in catene (Black Mama White Mama), regia di Eddie Romero (1972)
- The Big Bird Cage, regia di Jack Hill (1972)
- L'imperatore del Nord (Emperor of the North Pole), regia di Robert Aldrich (1973)
- Coffy, regia di Jack Hill (1973)
- Il boss e morto (The Don is Dead), regia di Richard Fleischer (1973)
- Foxy Brown, regia di Jack Hill (1974)
- Mani sporche sulla città (Busting), regia di Peter Hyams (1974)
- Tre magnifiche canaglie (Savage Sisters), regia di Eddie Romero (1974)
- Il corsaro della Giamaica (Swashbuckler), regia di James Goldstone (1976)
- Chu Chu and the Philly Flash, regia di David Lowell Rich (1981)
- Il pianeta del terrore (Galaxy of Terror), regia di Bruce D. Clark (1981)
- Forty Days of Musa Dagh, regia di Sarky Mouradian (1982)
- The Forbidden Dance, regia di Greydon Clark (1990)
- Jackie Brown, regia di Quentin Tarantino (1997)
- La casa dei 1000 corpi (House of 1000 Corpses), regia di Rob Zombie (2003)
- Kill Bill: Volume 2 (Kill Bill: Vol. 2), regia di Quentin Tarantino (2004)
- Cacciatori di zombi (House of the Dead 2), regia di Michael Hurst (2005)
- La casa del diavolo (The Devil's Rejects), regia di Rob Zombie (2005)
- La notte dei morti viventi 3D (Night of the Living Dead 3D), regia di Jeff Broadstreet (2006)
- A Dead Calling, regia di Michael Feifer (2006)
- Little Big Top, regia di Ward Roberts (2006)
- Halloween - The Beginning (Halloween), regia di Rob Zombie (2007)
- Brotherhood of Blood, regia di Michael Roesch, Peter Scheerer (2007)
- Creature, regia di Fred Andrews (2011)
- Le streghe di Salem (The Lords of Salem), regia di Rob Zombie (2012)
- Hatchet III, regia di B.J. McDonnell (2013)
- Bone Tomahawk, regia di S. Craig Zahler (2015)
- Death House, regia di Gunnar Hansen (2017)
- 3 from Hell, regia di Rob Zombie (2019)
- Hanukkah, regia di Eben McGarr (2019)
- Abruptio, regia di Evan Marlowe (2023)

### Televisione
- Gli intoccabili (The Untouchables) – serie TV, 1 episodio (1962)
- The Lucy Show – serie TV, 1 episodio (1965)
- Batman – serie TV, 2 episodi (1966)
- Laredo – serie TV, 1 episodio (1966)
- Star Trek – serie TV, episodio 1x21 (1967)
- Organizzazione U.N.C.L.E. (The Man from U.N.C.L.E.) – serie TV, 2 episodi (1967)
- Iron Horse – serie TV, 2 episodi (1966-1967)
- The Danny Thomas Hour – serie TV, 1 episodio (1967)
- Daniel Boone – serie TV, 1 episodio (1968)
- Death Valley Days – serie TV, 2 episodi (1968)
- The Flying Nun – serie TV, 1 episodio (1968)
- Here's Lucy – serie TV, 1 episodio (1969)
- Gunsmoke – serie TV, 4 episodi (1968-1969)
- Get Smart – serie TV, 3 episodi (1967-1970)
- Arrivano le spose (Here Come the Brides) – serie TV, 1 episodio (1970)
- Missione impossibile (Mission: Impossible) – serie TV, 9 episodi (1966-1970)
- The Bob Hope Show – serie TV, 16x19 e 19x05 (1968-1971)
- Due onesti fuorilegge (Alias Smith and Jones) – serie TV, 3 episodi (1971)
- The Partners – serie TV, 1 episodio (1971)
- O'Hara, U.S. Treasury – serie TV, 1 episodio (1972)
- McMillan e signora (McMillan & Wife) – serie TV, 1 episodio (1972)
- Shaft – serie TV, 1 episodio (1974)
- L'uomo da sei milioni di dollari (The Six Million Dollar Man) – serie TV, 1 episodio (1974)
- Get Christie Love! – serie TV, 1 episodio (1974)
- Agenzia Rockford (The Rockford Files) – serie TV, 1 episodio (1974)
- Squadra emergenza (Emergency!) – serie TV, 1 episodio (1975)
- Dove corri Joe? (Run, Joe, Run) – serie TV, 1 episodio (1975)
- Wonderbug – serie TV, 1 episodio (1976)
- Delvecchio – serie TV, 2 episodi (1976)
- Charlie's Angels – serie TV, episodio 2x18 (1978)
- Hazzard (The Dukes of Hazzard) – serie TV, episodio 4x16 (1982)
- A-Team (The A-Team) – serie TV, 1 episodio (1983)
- Storie incredibili (Amazing Stories) – serie TV, 1 episodio (1985)
- MacGyver – serie TV, episodio 1x03 (1985)
- Troppo forte! (Sledge Hammer!) – serie TV, 1 episodio (1987)
- Dieci sono pochi (Just the Ten of Us) – serie TV, 3 episodi (1989-1990)

## Doppiatori italiani
Nelle versioni in italiano delle opere in cui ha recitato, Sid Haig è stato doppiato da:
- Claudio Fattoretto in Cacciatori di zombie, La casa del diavolo
- Giovanni Petrucci in Star Trek
- Renato Mori in Charlie's Angels
- Silvio Noto in Il pianeta del terrore
- Gianni Marzocchi in Top Secret
- Pietro Biondi in Jackie Brown
- Rodolfo Bianchi in La casa dei 1000 corpi
- Pieraldo Ferrante in Bone Tomahawk
- Fabrizio Picconi in Sesso in gabbia